# Park Narodowy Mierzei Kurońskiej
Park Narodowy Mierzei Kurońskiej (lit. Kuršių nerijos nacionalinis parkas) – park narodowy obejmujący litewską część Mierzei Kurońskiej wraz z przylegającymi obszarami Morza Bałtyckiego i Zalewu Kurońskiego. Utworzony został w 1991 r. i zajmuje powierzchnię 264 km².